# Mieszko II. Lambert

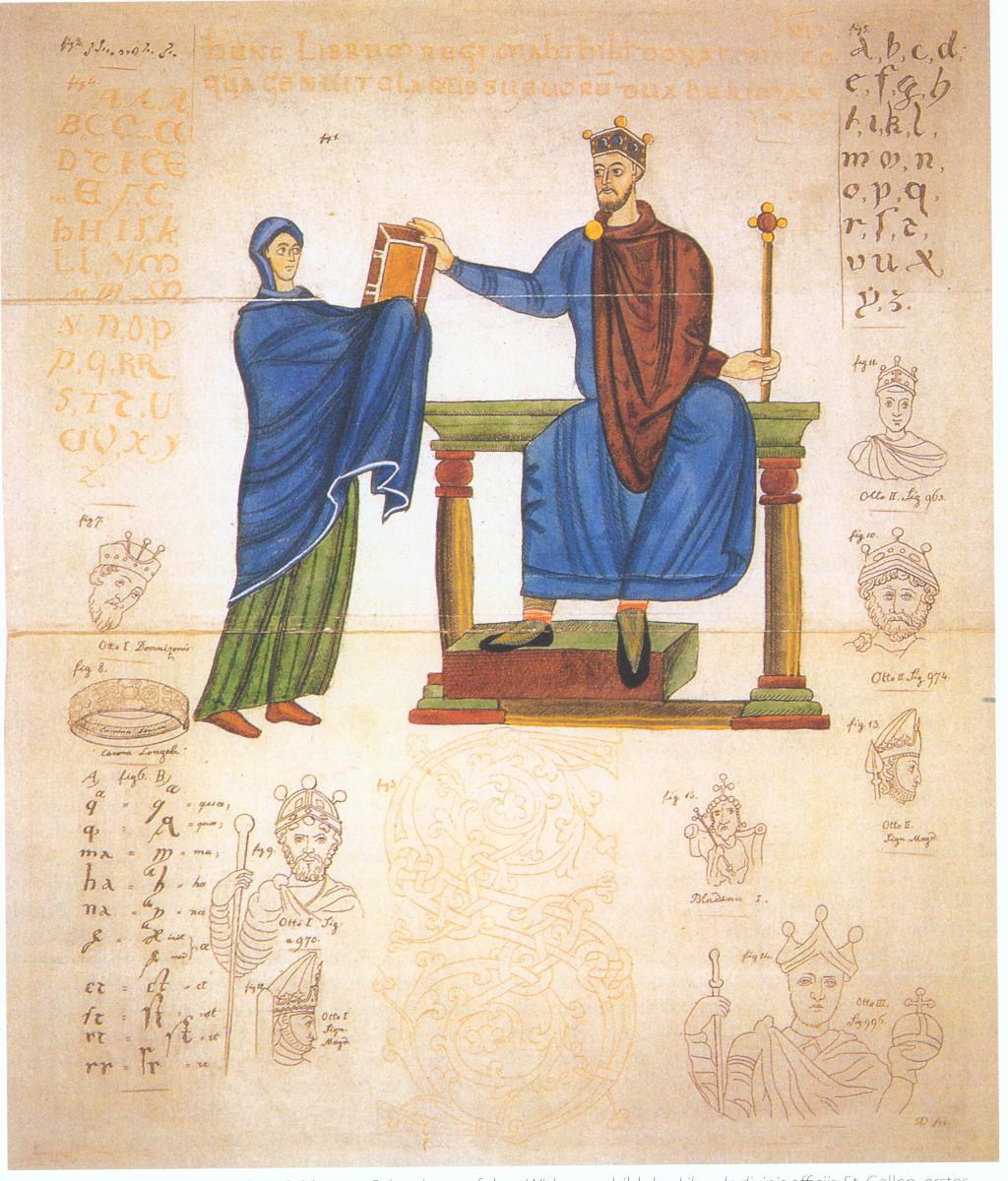
Darstellung Mieszkos II. und Mathildes von Schwaben auf dem Widmungsbild des Liber de divinis officiis; St. Gallen erstes Viertel 11. Jahrhundert. Düsseldorf, Universitäts- und Landesbibliothek, Ms.C 91, (verschollen), fol. 3r

Mieszko II. Lambert (* 990; † 10. Mai 1034) war ab 1025 König von Polen. Er entstammte dem Adelsgeschlecht der Piasten.

## Leben
Mieszko II. wurde im Jahre 990 als der zweite Sohn von König Bolesław I. in dessen dritter Ehe mit Emnilda, der Tochter des Herzogs der Sorben, Dobromir geboren. Mieszko wurde nach der Enterbung des älteren Halbbruders Bezprym als Thronfolger ausersehen. Er nahm an den Kriegen seines Vaters gegen Kaiser Heinrich II. teil und wurde im Jahre 1013 als Vertreter der polnischen Krone zu den Friedensverhandlungen in Merseburg entsandt. Um den Frieden zu festigen, heiratete er Richeza, Tochter des lothringischen Pfalzgrafen Ehrenfried Ezzo. Aus dieser Ehe ging unter anderem die Tochter Gertrud hervor, die in den 1070er Jahren das Gebetbuch im nach ihr benannten Gertrud-Psalter verfasste und somit als erster polnischer Schriftsteller gilt.
1014, nach erneuten Spannungen zwischen dem Kaiser und seinem Vater, wurde Mieszko zunächst gefangen genommen, trat dann als Vermittler auf, konnte aber den Ausbruch neuer Kämpfe 1015 nicht verhindern. An diesem Abschnitt des Krieges beteiligte er sich vor allem mit Plünderungen in Böhmen.
1025, nach dem Tode des Vaters, wurde Mieszko II. zum König von Polen gekrönt. Die ältere polnische Geschichtsschreibung gab ihm den Beinamen „der Faule“, da unter seiner Regierung der rapide Zerfallsprozess des polnischen Großreiches einsetzte, das sein Vater und Großvater aufgebaut hatten. Schon am Anfang von Mieszkos Herrschaft forderte der deutsche Kaiser Konrad II. die Herausgabe der polnischen Krönungsinsignien, da seine Krönung ohne dessen Zustimmung erfolgt sei. Als Mieszko sich weigerte, schlossen sein älterer Halbbruder Bezprym, sein Bruder Otto und die Familie der Stiefmutter seines Vaters, Oda von Haldensleben, sich dem Kaiser an. Konrad führte 1029 einen ersten (erfolglosen) Feldzug gegen Polen, der ihn in die Lausitz führte. Mieszko versuchte dem Zusammenschluss seiner Gegner 1028 und 1030 mit präventiven Schlägen gegen die östliche Teile des Reiches, Sachsen und Thüringen, zuvorzukommen, erzielte jedoch kaum Erfolge. Ein zweiter Angriff Konrads beendete dagegen im September 1031 die polnische Herrschaft in der Lausitz. Den Zusammenbruch der Herrschaft Mieszkos löste aber erst der gleichzeitige Angriff des Kiewer Großfürsten Jaroslaw aus, in dessen Gefolge Bezprym zurück ins Land kam. Polen war in die Zange genommen, Mieszko floh zu Herzog Udalrich von Böhmen, der mit dem Kaiserhaus verfeindet war. Im gleichen Jahr konnte der spätere böhmische Thronfolger Břetislav I. die polnische Besatzung aus seinem Herzogtum in Mähren vertreiben und diese Provinz endgültig mit der Krone Böhmens verbinden. Bezprym wurde indessen im November 1031 zum neuen Herrscher Polens und übergab die Krönungsinsignien an den Kaiser.
Nach wenigen Monaten wurde Bezprym im Frühjahr 1032 ermordet und Mieszko II. konnte in die Heimat zurückkehren. Die Rückkehr des geschassten Königs beunruhigte das kaiserliche Umfeld, daraufhin zog Kaiser Konrad im September 1032 erneut (ergebnislos) gegen Polen. Um die Situation im Westen zu entspannen, suchte Mieszko einen Ausgleich mit dem Kaiser. Konrad erkannte ihn als Herrscher in Polen an, verweigerte ihm jedoch am Hoftag zu Merseburg vom 7. Juli 1033 jegliche königliche Ehren und setzte Mitregenten ein: Dietrich aus der Familie der Haldenslebener, einen Verwandten der Stiefmutter seines Vaters, und Otto, Mieszkos jüngsten Bruder. Als beide kurz darauf starben (entweder von der Macht entfernt oder ermordet), konnte Mieszko vorübergehend wieder alleine herrschen, bis er am 10. Mai 1034 starb. Richeza und ihr Sohn, Nachfolger des Vaters, Kasimir Karl, später „der Erneuerer“ genannt, konnten sich in der ihnen feindlich gesinnten Umgebung nicht behaupten und mussten 1037 (eventuell bereits 1034) aus dem von religiösen und sozialen Unruhen geschüttelten Land fliehen. Die Macht in Polen übernahm zwischen 1034 und 1038 möglicherweise Bolesław der Vergessene.
Mieszko II. hinterließ nach seinem Tod ein von Kriegen zerrüttetes Land. Mit dem Verzicht auf die Königswürde stand Polen ab 1033 für Jahrzehnte erneut in einem Abhängigkeitsverhältnis zum römisch-deutschen Kaisertum.